# 伊斯拉克里斯蒂纳
伊斯拉克里斯蒂纳，是西班牙安达卢西亚自治区韦尔瓦省的一个市镇。2001年，该镇的总面积为49平方公里，总人口18189人，人口密度371人/平方公里。